# Bazoncourt
Bazoncourt település Franciaországban, Moselle megyében. Lakosainak száma 542 fő (2022. január 1.). Bazoncourt Lemud, Ancerville, Maizeroy, Sanry-sur-Nied, Servigny-lès-Raville és Villers-Stoncourt községekkel határos.

## Népesség
A település népességének változása:
| Lakosok száma | 265  | 421  | 433  | 476  | 521  | 540  | 540  | 536  | 537  | 542  |
|               | 1968 | 1982 | 1990 | 2006 | 2013 | 2015 | 2017 | 2019 | 2020 | 2022 |